# سيمون ماسون (كاتب)
سيمون ماسون (بالإنجليزية: Simon Mason)‏ هو كاتب بريطاني، ولد في 5 فبراير 1962 في شفيلد في المملكة المتحدة.

## وصلات خارجية
- سيمون ماسون على موقع ميوزك برينز (الإنجليزية)
- سيمون ماسون على موقع ديسكوغز (الإنجليزية)